# Zamek w Simmelsdorf
Zamek w Simmelsdorf (niem. Burg Winterstein) – gotycka budowla, znajdująca się w Simmelsdorf pomiędzy wzgórzami Hersbrucker Alb.

## Źródła
- Robert Giersch, Andreas Schlunk, Berthold Frhr. von Haller: Burgen und Herrensitze in der Nürnberger Landschaft. Altnürnberger Landschaft, Lauf an der Pegnitz 2006, ISBN 978-3-00-020677-1, S. 497–499.